# Schlacht von Sekigahara
Die Schlacht von Sekigahara (jap. 関ヶ原の戦い, Sekigahara no tatakai) am 21. Oktober 1600 stellte einen Wendepunkt in der japanischen Geschichte dar. Durch den Sieg in dieser Schlacht gelang es dem Haus Tokugawa, seine Vormachtstellung in Japan zu festigen. Im Laufe der nächsten fünfzig Jahre gab es zwar noch einige kleinere Aufstände, aber das Land wurde letztlich befriedet. Viele Historiker setzen den Übergang von der Sengoku-Zeit zur Edo-Zeit auf das Datum dieser Schlacht.

## Vorgeschichte
Taikō Toyotomi Hideyoshi, der Alleinherrscher Japans, bestimmte in seinem Testament, dass ein Regentschaftsrat (Go-Tairō) aus fünf Daimyō das Land regieren sollte, um den Fortbestand und die Stabilität zu gewährleisten, bis sein Sohn Toyotomi Hideyori alt genug sein würde, um den Thron zu besteigen. Er versammelte die fünf großen Lehnsherren Tokugawa Ieyasu, Ukita Hideie, Maeda Toshiie, Mōri Terumoto und Uesugi Kagekatsu, um sie einen schriftlichen Eid leisten zu lassen, mit dem sie seinem Sohn die Treue schworen. Schon bald nach Toyotomis Tod am 18. September 1598 kam es zu Spannungen innerhalb der Regierung. Neben dem Rat gab es fünf Kommissare (Go-Bugyō), welche die Befehle der Ratsmitglieder ausführten. Diese fünf Mitglieder waren von geringerem Rang und Wohlstand, was bei ihnen Neid hervorrief. Tokugawa war in Bezug auf Rang, Ansehen und Einfluss innerhalb des Rates unangefochten. Um seinen Einfluss zu schwächen, hatte sich Ishida Mitsunari, einer der fünf Kommissare, mit mehreren Daimyōs verschworen, die Tokugawa ebenfalls feindlich gesinnt waren.

## Auftakt
Der erste offene Aufstand gegen Tokugawa wurde von Ishida Anfang 1600 geplant. Uesugi Kagekatsu und Satake Yoshinobu sollten Edo gleichzeitig von Norden und Osten her angreifen, während Mōri und Ukita gegen die Burg Fushimi vorrücken und Kyoto besetzen sollten. Nachdem Tokugawa Uesugi im Mai zu sich nach Osaka beordert hatte, um ihn sein Verhalten erklären zu lassen, plante Tokugawa, Uesugi gleichzeitig aus fünf Richtungen anzugreifen: Date Masamune von Sendai, Maeda Toshinaga von Kaga, Mogami Yoshiaki von Dewa, Horio Tadauji von Echigo und Satake Yoshinobu von Hitachi aus. Da sich Satake jedoch auf die Seite von Ishida gestellt hatte und Maeda und Hori selbst in regionale Konflikte involviert waren, standen ihm lediglich Date und Mogami zur Verfügung. Tokugawa scheint klar vorausgesehen zu haben, dass die Burg in seiner Abwesenheit angegriffen werden würde, wenn er selbst nach Osten in Richtung Edo ziehen würde. Da es ihm aber notwendig erschien, Vertrauen in Mori und Ukita, die damals nominell seine Unterstützer waren, vorzutäuschen, stellte er in der Burg eine Garnison von zweitausend Mann unter dem Kommando von Torii Mototada auf.

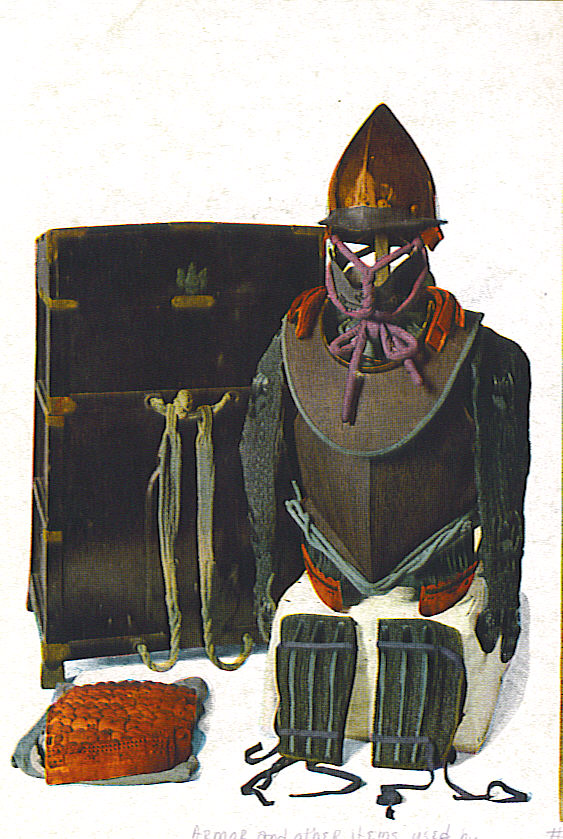
Rüstung und andere Gegenstände, die Tokugawa Ieyasu in der Schlacht von Sekigahara verwendete

Nachdem Tokugawa am 10. August Edo mit 60.000 Mann erreicht hatte, verließ er die Stadt am 1. September in Richtung Oyama, wo er sein Hauptquartier errichtete. Kurz darauf erhielt er die Nachricht, dass Mōri Terumoto am 22. August die Burg Ōsaka erobert hatte. In der Zwischenzeit war die westliche Armee unaufhaltsam nach Osten vorgedrungen und hatte am 8. September nach 10-tägiger Belagerung die Burg Fushimi erobert. Dies war genau das, worauf Tokugawa spekuliert hatte. Am 11. September teilte er seine Armeen und entsandte seinen Sohn Tokugawa Hidetada mit 30.000 Mann entlang der Nakasendō-Straße in Richtung Mino. Gleichzeitig würde er selbst mit weiteren 70.000 entlang der Tōkaidō-Straße nach Mino vorstoßen. An der Stelle nördlich von Kyoto, wo sich beide Straßen kreuzten, befanden sich zwei Burgen. Burg Gifu, die von Ishidas Unterstützern gehalten wurde, und Burg Kiyosu, die von Tokugawas Vasallen verteidigt wurde. Die Burgen waren 30 Kilometer voneinander entfernt und durch den Fluss Kiso getrennt. Gifu war für Ishida von besonderer strategischer Bedeutung, da er die Burg als Aufmarschgebiet für seine geplante Eroberung von Kyoto nutzen wollte. Während Tokugawas Truppen schnell vorankamen und am 21. September Kiyosu erreichten, stieß Hidetada vor der Burg Ueda auf so erbitterten Widerstand durch Sanada Masayuki, dass er erst nach der Schlacht eintraf. Nachdem Ishida Gifu erreicht hatte, musste er feststellen, dass Gifu von Tokugawa erobert worden war. Um ihm den Weg nach Westen Richtung Kyoto abzuschneiden, entschied Ishida, sich in das Dorf Sekigahara zurückzuziehen.

## Die Schlacht

Am 20. Oktober erfuhr Tokugawa, dass Ishida plante, seine Armee in Sekigahara in eine Verteidigungsstellung zu bringen. Bei seiner Ankunft stellte Ishida seine Truppen entlang einer vom Feind abgewandten halbmondförmigen Linie auf. Sie wurde von den Flüssen Fujiko und Ai flankiert, an deren Ufern sich eine Anhöhe befand. Ishida positionierte sich auf einem Bergsporn auf der linken Seite. In der Mitte stand Ukita Hideie und auf der rechten Seite Kobayakawa Hideaki.
Am Morgen des 21. Oktober näherte sich Tokugawa von Osten her Sekigahara. Während er seine Truppen in einer Linie an der Front aufstellte, herrschte dichter Nebel, der verhinderte, dass die beiden Armeen einander sehen konnten. Auf Tokugawas Seite befanden sich 75.000 und auf Ishidas Seite 128.000 Mann. Trotz seiner zahlenmäßigen Überlegenheit hatte Ishida einen schwerwiegenden Nachteil; in seinen Reihen befanden sich mehrere Verräter. Kobayakawa Hideaki, Akaza Naoyasu, Kikkawa Hiroie, Kuchiki Mototsuna und Ogawa Suketada hatten heimlich die Seiten gewechselt. Dies ermöglichte Tokugawa, seine Truppen auf das Zentrum und die linke Flanke zu konzentrieren.
Um etwa 8:00 Uhr morgens lichtete sich der Nebel und Fukushima Masanori startete einen Angriff auf Ukita im Zentrum. Um 8:30 Uhr rückte Tokugawa mit seiner linken Flanke vor, um Fukushima zu unterstützen, und mit seiner rechten, um Ishida anzugreifen. Der Kampf war heftig und viele Samurai blieben in dem durch den Regen der letzten Nacht schlammig gewordenen Terrain stecken. Dadurch blieb Ishidas Zentrum ungeschützt, sodass er Shimazu Yoshihiro aufforderte, seiner angeschlagenen rechten Flanke zu Hilfe zu kommen, was Shimazu jedoch ablehnte. Währenddessen gewann Fukushima auf Ishidas rechter Flanke an Boden, gab aber gleichzeitig seine eigene Flanke für Otani Yoshitsugu preis. Während Otani die Linie stabilisierte und einen weiteren Angriff von Fukushima abwehrte, witterte Ishida den entscheidenden Moment und gab Kobayakawa das Signal, von seiner Position aus nach unten zu stürmen und die Östliche Armee von der Seite her aufzurollen. Doch anstatt wie geplant anzugreifen, tat dieser nichts. Kobayakawa war unentschlossen, welche Seite er unterstützen sollte. Erst nachdem Tokugawa mit Arkebusen auf ihn schießen ließ, befahl er seinen Truppen, Otani und Ukita anzugreifen. Unter dem massiven Druck überlegener Kräfte begann Ishidas Linie zusammenzubrechen. Gegen 13:00 Uhr flohen Ukita Hideie und Konishi Yukinaga vom Schlachtfeld, da sie zu diesem Zeitpunkt keine Hoffnung auf einen Sieg sahen. Als Christ war Yukinaga nicht in der Lage, Seppuku zu begehen, und stellte sich bald nach der Schlacht Tokugawa. Ishida selbst floh gegen 13:30 Uhr. Shimazu Yoshihiro und sein Neffe Toyohisa beschlossen, einen Durchbruch durch die vorrückende östliche Armee zu wagen.

## Nachwirkungen
Ishida hielt sich einige Tage lang in einer Höhle versteckt, wurde aber schließlich ergriffen und zusammen mit Konishi Yukinaga und Ankokuji Ekei in Kyoto enthauptet. Ukita konnte zunächst nach Satsuma fliehen, wurde aber später verraten und auf die Insel Hachijō-jima verbannt. Der Herrschaftsbereich von Mori Terumoto, der ursprünglich acht Provinzen umfasste und ein Einkommen von 1.205.000 Koku einbrachte, wurde auf die beiden Provinzen Suwon und Nagato mit einem Einkommen von 300.000 Koku reduziert. Oda Hidenobu, Masuda Nagamori und Sanada Masayuki wurden aufgefordert, sich in das Kloster Koya-san zurückzuziehen. Das Lehen von Uesugi Kagekasu wurde von 1.200.000 Koku in Aizu auf 300.000 Koku in Yonezawa reduziert, und die 800.000 Koku der Familie Satake in Hitachi wurden gegen 200.000 Koku in Akita getauscht. Nur die Shimazu in Satsuma blieben ohne Verlust, sie hielten weiterhin die Provinzen Satsuma, Osumi und Hyuga mit einem Einkommen von 700.000 Koku.

### Verluste
Es gibt keine genauen Angaben darüber, wie viele Männer auf beiden Seiten standen. Die Zahlen schwanken von 128.000 bis 139.000 in der Westlichen und 80.000 bis 95.000 in der Östlichen Armee. An den tatsächlichen Kampfhandlungen nahmen etwa 75.000 auf Seiten von Tokugawa und 80.000 auf Seiten von Ishida teil. Während in der Westlichen Armee 35.000 fielen, hatte die Östliche Armee lediglich 5.000 Tote zu beklagen.

## Verarbeitung in der Kunst
- Der Manga Samurai Deeper Kyo hat die Schlacht von Sekigahara als Grundlage.
- Mit dem Ende der Schlacht beginnt der Roman Musashi von Eiji Yoshikawa.
- Im PS2-Strategiespiel Kessen sowie im Spiel Samurai Warriors 2 kann man die Schlacht nachspielen, seit 2011 auch im PC-Spiel Total War: Shogun 2.
- James Clavell verarbeitete in seinem Roman Shogun Erlebnisse kurz vor der Schlacht von Sekigahara. In der gleichnamigen Fernsehserie ist die letzte Szene die entscheidende Schlacht für den von Toshirō Mifune gespielten Fürsten Toranaga, der die historische Figur des Begründers des Tokugawa-Shogunats, Tokugawa Ieyasu, zum Vorbild hat.
- Diverse Brettspiele behandeln die Schlacht, das bekannteste darunter vermutlich das 2011 beim US-amerikanischen Verlag GMT Games erschienene karten-gesteuerte Block-Wargame Sekigahara: The Unification of Japan.[13]
- Ronin. Das Buch der Vergeltung von David Kirk beinhaltet am Ende die Schlacht von Sekigahara.